# Igor Irtyshov
Igor Anatolievich Irtyshov (en ruso: Игорь Анатольевич Иртышов; 16 de agosto de 1971 - febrero de 2021) fue un asesino, violador y pedófilo ruso.
Fue condenado a muerte por la violación de varios niños pequeños, dos de los cuales fallecieron. Posteriormente, en relación con la moratoria de la pena de muerte impuesta por Borís Yeltsin, la sentencia fue sustituida por cadena perpetua.

## Biografía
Irtyshov nació el 16 de agosto de 1971 en el krái de Krasnodar. Creció en una familia disfuncional, tanto su madre como su padre eran alcohólicos. Cuando contaba con solo 10 años tuvo un accidente automovilístico y como resultado sufrió una grave traumatismo craneoencefálico. Nunca se pudo recuperar de las consecuencias: se le diagnosticó una «discapacidad intelectual en el grado de debilidad moderada», después de lo cual su madre lo envió a un internado especial, en el cual fue violado.
Después del internado se graduó de una escuela vocacional. En 1993 se mudó a San Petersburgo, donde consiguió trabajo como lavaplatos en una cafetería, pero su principal fuente de ingresos era la prostitución homosexual. Irtyshov era bastante popular entre sus clientes debido a sus inclinaciones sádicas, y también se distinguía por su carácter histérico, egocéntrico y pusilánime. Igor no se consideraba homosexual, pues también mantenía relaciones sexuales con mujeres.

## Crímenes
Irtyshov comenzó a efectuar sus crímenes en diciembre de 1993. Mientras caminaba por el Parque Sosnovsky se fijó en dos hermanos de 11 y 12 años. Amenazándolos con un cuchillo, el criminal llevó a los niños a un lugar apartado donde los obligó previamente a beber algo de su petaca y luego procedió a violarlos. Como dijeron más tarde los muchachos, "el líquido tenía un sabor extraño y un olor desagradable". Ambas víctimas sufrieron graves desgarros debido a la brutalidad con que fue ejercida la sodomización.
El siguiente ataque ocurrió en el distrito de Kolpinsky de San Petersburgo. Mientras abusaba violentamente de un niño, Irtyshov le apretó demasiado la garganta, lo que provocó que muriera por asfixia. El propio Igor dijo más adelante que su intención no era matarlo sino que no calculó su fuerza porque estaba borracho. Después de este crimen, se realizó una intensa búsqueda para atrapar al violador serial. Se juzgó a muchos delincuentes procesados por el mismo delito, a quienes se les imputaron responsabilidades por este crimen.
En mayo de 1994, Irtyshov atacó a su siguiente víctima: Arrastró a un niño de 10 años al ático de una casa en la avenida Riga y lo violó brutalmente. Después de cometida la violación, Irtyshov desgarró manualmente el perineo del niño, dejándolo permanentemente discapacitado. Cabe destacar que todos los ataques se cometieron durante el día, aproximadamente entre las 12 y las 18 horas, pero el perpetrador logró pasar desapercibido. Un mes después violó a dos niños más, de 11 y 12 años, a orillas del río Neva.
Un adolescente de 15 años casi se convierte en la séptima víctima de Irtyshov cuando fue atacado en un ascensor el 29 de septiembre de 1994. Sin embargo, el muchacho logró defenderse y escapó. El mismo día, Irtyshov, enojado por su fracaso anterior, cometió su octavo y último crimen, entrando en otro portal y ascensor, siguiendo a Konstantin "Kostia" Kuzmin que regresaba del colegio. Le estranguló hasta dejarle inconsciente y después de violar brutalmente al niño de 9 años, procedió a desgarrarle el perineo manualmente y arrancar unos 9 metros de los intestinos de la víctima. Milagrosamente, el niño sobrevivió después de una operación de emergencia de seis horas y pudo dar una descripción detallada del atacante. Con pedidos de ayuda económica por televisión se recaudó lo suficiente para enviarlo a ser atendido en un hospital de Estados Unidos, pero a pesar de que allí se recolectó la cantidad necesaria de intestino para un trasplante, después de pasar por treinta operaciones el niño finalmente falleció meses más tarde. Tanto este crimen como otros de Irtyshov, se cometieron en los portales y escaleras de los edificios de apartamentos donde vivían las víctimas.

## Arresto y juicio
El retrato robot del violador y su descripción verbal se publicó en carteles en las calles, en los periódicos y en los informativos televisivos. Irtyshov estaba asustado pues el retrato era muy similar a él, lo que lo obligó a volar a Múrmansk a casa de un amigo. Un mes después, luego de creer que todo se había calmado, Igor regresó a San Petersburgo, donde el 28 de noviembre de 1994 fue detenido por las fuerzas del orden, que en ese momento habían acumulado una gran cantidad de pruebas en su contra.
Irtyshov fue denunciado por uno de sus amantes: Después de la última violación, llevó la distintiva mochila escolar verde con las Tortugas Ninja del niño a casa y se jactó de ello ante su compañero de cuarto, quien sospechando que algo andaba mal, recurrió a la policía. Rápidamente Igor fue capturado, y más adelante, muchas víctimas lo identificaron.
Durante mucho tiempo, Irtyshov no hizo ninguna confesión. Sin embargo, después comenzó a hablar sobre los crímenes y participó en experimentos de investigación. En los interrogatorios manifestaba un comportamiento inadecuado y pretendía ser un deficiente mental.
Los exámenes psiquiátricos del asesino tomaron mucho tiempo. Como resultado, los expertos identificaron una serie de anomalías mentales, pero en términos generales, Irtyshov fue declarado cuerdo. Posteriormente el caso se remitió al tribunal de la ciudad de San Petersburgo. Irtyshov señaló que le gustaría ser reconocido como demente y que le recetaran un tratamiento. Él dijo: «Estoy loco, desde que hice esto... ¡simplemente loco! ¡No quiero ir a la cárcel, métanme a un hospital, para siempre!». Sin embargo, no fue reconocido como demente, pues tenía suficiente inteligencia para manejar la investigación.
El juicio de Irtyshov fue a puerta cerrada para evitar un linchamiento. En total fue acusado de violar quince artículos del Código Penal de Rusia. El tribunal encontró a Igor culpable de varios artículos, incluyendo asesinato, violación, lesiones corporales graves y fue condenado dos veces a muerte. En 1999, debido a la adhesión de Rusia al Consejo de Europa, tanto a él como todos los demás condenados a muerte hasta ese momento, les fue conmutada la pena a cadena perpetua por decreto presidencial.
A partir de 2000, Irtyshov fue detenido en la colonia de régimen especial «Zona de Mordovia» en el asentamiento de Sosnovka en Mordovia, a donde van los más sangrientos criminales del país. En febrero de 2021 murió allí de insuficiencia cardíaca.